# Женска права
Женска права представљају израз којим се описује правни, идеолошки, филозофски и политички концепт према коме свако људско биће женског пола самим чином рођења, без обзира на порекло или држављанство, стиче одређен број неотуђивих права. Представљају права која су гарантована женама и девојкама у многим друштвима широм света. У неким местима, ова права су институционализована или подржана законом и локалним обичајима, док у неким она могу бити игнорисана или потиснута.
Женска права се разликују од ширег концепта људских права, јер су жене кроз историју, а делом и данас, биле или лишене одређених права које уживају мушкарци, или имале специфична права која закони и обичаји не признају мушкарцима.
Питања која су најчешће повезана са појмом женских права обухватају, мада нису ограничена на њих, право гласа, прво на телесни интегритет и аутономију, на обављање јавне функције, на рад, на праведне зараде и једнаке плате, на поседовање имовине, на образовање, право да служе војсци и буду регрутоване, да имају брачна и родитељска права.

## Историја
Једна од првих декларација о женским правима била је Декларација о расположењима, такође позната и као Декларација о правима и расположењима, потписана 1848. године, од стране 68 жена и 32 мушкарца. Зависан положај жена у раном праву је потврђен доказима најстаријих система.

### Египат
У древном Египту, жене су уживале највећи број права у односу на жене у осталим античким друштвима. Оне су уживале скоро потпуну равноправност са мушкарцима, имале су пуну правну и пословну способност. Жена у Египту је имала право на сопствену приватну имовину, која је могла обухватати: земљу, стоку, робове, слуге итд. Имала је право да наследи све што јој је неко завештао, као и да своје ствари завешта другима. Имала је право да се разведе од свог мужа, док би сва имовина која припада њој, укључујући и мираз, остала у њеном власништву. Посебно треба истаћи да жена може да реши сва ова законска питања без мушкарца који би је заступао. Међутим, мушкарци су и даље много бројнији од жена на многим позицијама, док се просечна жена бавила пословима око куће и породице. Што се тиче учешћа жена у власти, важно је напоменути да је власт у Египту била снажно централизована и под јаким утицајем врховног владара-фараона. Фараони су долазили на власт на основу свог порекла, а са ње одлазили искључиво смрћу. Зато не можемо говорити о праву гласа у Египту, али је битно истаћи да је било жена које су се налазиле на функцији управница провинције, а било је и више фараонки, као сто су Хатшепсут, Клеопатра и друге.

### Рим
Слободне жене у античком Риму су биле грађани који су уживали законске привилегије и заштиту, који нису важили за оне који нису грађани и робове. За римско друштво био је караткеристичан патријархалан концепт, заснован на значају улоге коју је имао pater familias, односно отац породице.То је био најстарији мушкарац у породици који је имао апсолутну моћ над осталим члановима породице, па и над њиховим животима. Жене нису имале право гласа, право да служе у војсци или обављају јавну функцију. Нису сматране способним за обављање послова који су се односили на одлучивање, политички анганжман, јавну расправу. Штавише, жена у римском праву је важила за неспособну, због чега је била изједначена са децом и умно оболелим особама.
У најранијем периоду Римске Републике, удајом би жена прелазила из контроле свога оца у „руке“ свог мужа. Ова архаична форма брака била је углавном напуштена у време Јулија Цезара, када би жена законски остала под влашћу свога оца и када би се преселила у дом свога мужа, који није имао никакву правну моћ над њом. Удата жена је задржавала власништво над свом имовином коју је унела у брак.
Жене у Риму су могле да се појављују пред судом, иако је било уобичајено да буду представљане од стране мушкарца.

### Кина
Положај жена у Кини био је низак, углавном због обичаја тзв. подвезивања стопала. Око 45% кинеских жена имало је подвезана стопала у 19. веку, док је за више класе било скоро 100%. Кинеска влада је 1992. године забранила овај обичај. Подвезивање стопала подразумевало је промену коштане структуре, тако да су стопала била дугачка само око 4 инча и отежавало је кретање, што је у великој мери ограничавало активност жена.

### Грчка
На жене у античкој Грчкој се пре свега посматрало као на "бића која продужавају врсту". Ни у једном од грчких полиса жене нису имале политичка права и нису сматране грађанима. Положај Хеленки се, међутим, разликовао од полиса до полиса. Постоје записи о женама у Делфима, Тесалији, Мегари и Спарти, које су поседовале земљиште, најпрестижнији облик приватне својине тог времена. Положај жена у Атини и Спарти се знатно разликовао. Иако демократски уређена, Атина женама није пружала ни приближно онолико права колико су поседовали мушкарци. Штавише, њихов положај је умногоме био гори од положаја Спартанки. Атињанке нису имале право учешћа у јавном животу нити право гласа. Жене су време углавном проводиле у кућама где су васпитавале децу и водиле покућство. У свет су излазиле само хетере које су пружале посебна задовољства мушкарцима. Спартанке су имале далеко бољи положај од жена у демократској Атини. На жене се посматрало превасходно као на биће које рађа и продужава врсту. Међутим, све док није родила прво дете, жена није сматрана за члана породице. Жена у Спарти имала је право да се образује. Међутим, ни Спартанке, као ни жене осталих полиса нису имале право учешћа у јавном животу нити су имале право гласа. За идеалну жену у Грчкој сматрала се она која се не чује и која што мање види. Живот обичне жене углавном је био везан уз кућу, а састојао се у васпитању женске деце и вођењу кућних послова. За разлику од осталих грчких полиса, у Спарти су удовице сматране равним мушкарцима и имале су пуно право наслеђивања.

## Религијски списи

### Библија
У Библији се помињу многе жене, њих 188 је именовано, али се појављују и многе друге којима имена нису наведена. Међу овим женама су истакнуте краљице и вође. Пре и током времена које Библија обухвата улога жена је била скоро увек строго ограничена. Приче у Библији су углавном описивале важне догађаје, па је зато већина људи који се помињу у Библији, укључујући и жене, имала истакнуте личности. Према класичару Хамилтону, Библија је једина књига на свету, до нашег века, која жене посматра као жива бића која су равноправна са мушкарцима, тј. ни по чему боља, нити лошија од њих.

### Куран
Куран је света књига ислама, која пружа смернице Исламској заједници и модификује постојеће обичаје у арапском друштву. Неке жене у Курану се приказују у позитивном светлу, док су неке осуђене за своје поступке. Мери (Мерјем - مريم) је једина жена чије име се помиње у Курану, имена осталих долазе из других традиција. Већина жена у Курану су представљене или као мајке, или као супруге појединих лидера и пророка. Улога жена у Исламу је увек била вођена њиховом религијом. У појединим регионима, осим религијских закона, култура је такође имала значајну улогу. Исламско право и обичаји диктирају начин живота жена у Исламу, њихово образовање, пословне могућности, право на наслеђе, облачење, године у којима се удају, слободе да пристану на брак, дозвољености контроле рађања, сексуалних односа пре брака, имовинских права независно од супруга, као и када су им молитве дозвољене. Полигамија је дозвољена мушкарцима, али под одређеним условима. Један од услова јесте да све жене буду равноправне унутар тог брака. Ислам забрањује женама да склапају брак са мушкарцима који нису исламске вероисповести. У Исламу је женама дозвољено да раде, али под одређеним, стриктним условима. Један од најбитнијих услова јесте да посао не утиче на њихову примарну улогу, а то је улога мајке и жене.

## Право гласа
Право гласа је политичко право и убраја се ред основних људских права. Жене данас уживају ово право у готово свим државама света. Међутим, није увек било тако. Борба жена за остваривање права гласа, као и многих других права, веома је дуго трајала. У малом броју земаља, она траје и дан данас. Захтеве за правом гласа жене су организовано почеле да износе у другој половини XIX века. Та борба је била веома тешка и дуготрајна, а битне резултате донела је тек почетком XX века, када су жене у неколицини држава оствариле ово политичко право. Прави крај ове борбе уследио је тек након завршетка Другог светског рата. Тада су жене у највећем броју земаља света оствариле право гласа, односно тек су тада стекле право и да буду биране. Данас се право гласа жена сматра карактеристиком модерног демократског друштва.
Политичко деловање жена, односно њихово учешће у доношењу одлука осим што представља предуслов укључивања женске перспективе у политике, представља и људско право жена на политичко представљање и организовање, па и гласање. Борба жена за политичку партиципацију почела је као залагање за право гласа жена. Још је 1791. године Олимпија де Гуж написала Декларацију жене и грађанке као одговор на Декларацију човека и грађанина и залагала се за могућност жена да учествују у јавним пословима. Право гласа мушкараца је такође било ограничавано различитим цензусима, између осталог имовинским, а жене нису ни имале право на имовину. Женска партиципација у јавним пословима одувек је била одређивана у оквиру биолошких и из њих произашлих родних улога жена и мушкараца. Жене су, на глобалном нивоу, право гласа добиле први пут у Новом Зеланду 1893. године, који је, ако изузмемо неке мање америчке државе, прва независна држава која је женама дала право гласа.

## Радно право
На међународном плану у области заштите радних права најзначајнија је Међународна организација рада (МОР), најстарија специјализована агенција Уједињених нација. Она промовише социјалну правду и штити међународно призната људска и радничка права. МОР је усвојио низ конвенција које се односе на унапређење и заштиту радних права жена. Посебну важност имају Конвенција број 100 о једнакости награђивања мушке и женске радне снаге за рад једнаке вредности и Конвенција број 111, која се односи на дискриминацију у погледу запошљавања и занимања, као и новија Конвенција број 183 о заштити материнства.
Дискриминација жена на радном месту често се испољава кроз давање неједнаке накнаде женама у односу на мушкарце за обављање послова једнаке вредности. Под радом једнаке вредности подразумева се рад за који се захтева исти степен стручне спреме, иста радна способности, одговорност и физички и интелектуални рад. Међународна организација рада је 1951. године усвојила Конвенцију број 100 о једнакости при награђивању мушке и женске радне снаге за рад једнаке вредности којом је прописана забрана сваког облика дискриминације на основу пола приликом одређивања накнаде за рад од стане послодаваца и обавезу држава да успоставе овакав систем путем закона и колективних уговора.

### Посебна заштита трудница и мајки
Посебну пажњу трудницама и мајкама МОР је посветила путем усвајања Конвенције број 183 о заштити материнства, 2000. године. Ова Конвенција у ствари представља ревизију прве Конвенције за заштиту материнства, усвојене давне 1919. године. Њом се пружа посебна заштита женама које се налазе у стању трудноће или имају децу а у вези са запошљавањем, здравственом заштитом на радном месту, одсуством због болести деце или из потребе за бригом о њима и посебним условима рада за мајке које доје децу.

### „Мобинг“ и сексуално злостављање
Поред дискриминације жене се често суочавају са разним облицима узнемиравања и злостављања на радном месту. Такви поступци од стране надређених или од других запослених представљају мобинг или сексуално злостављање. Мобинг на радном месту МОР одрађује као увредљиво понашање које се манифестује као осветољубиви, сурови, злонамерни или понижавајући покушаји да се саботира један или група запослених. У мобинг спадају сталне негативне примедбе или критике, које изолују неку особу у социјалном погледу, као и канцеларијски трачеви или ширење различитих информација. Суштина је да мобинг представља системско злостављање на послу, које не мора бити на основу пола, али које има веома лоше последице по здравље запосленог лица и по радни учинак уопште.

## Права жена у Србији
Када је реч о правима жена и родној равноправности, родна равноправност је гарантована Уставом Републике Србије из 2006. године. Србија је потписница Конвенције УН о политичким правима жена и Конвенције о једнаком награђивању мушке и женске радне снаге за рад једнаке вредности. Законом о равноправности полова предвиђене су мере усмерене ка спречавању и укидању полне и родне дискриминације. Према Аналитичком извештају Европске комисије оцењено је да „је спровођење националних стратегија у овој области и даље на ниском нивоу. Жене са инвалидитетом, самохране мајке старије жене и жене које живе у сеоским подручјима највише су погођене дискриминацијом. Просечне зараде жена су ниже од просечних зарада мушкараца на тржишту рада, иако се јаз у зарадама значајно разликује од сектора до сектора.“ Општи закон о забрани дискриминације усвојен је у марту 2009. године. Србија је потписница једног броја међународних конвенција о једнаким могућностима, укључујући и Конвенцију Уједињених нација о укидању свих облика дискриминације жена. Дискриминација на основу пола приликом запошљавања забрањена је према српским законима, према Закону у раду, Закону о равноправности полова и Закону о забрани дискриминације. Ови закони такође садрже одредбе о родној равноправности, који обухватају једнаке плате, приступ запошљавању и заштиту материнства, укључујући породиљско одсуство.

### Право гласа жена у Србији
У Војводини су жене први пут гласале 1918. године, на изборима за Велику Народну Скупштину, односно за уједињење Војводине и Србије, али им је то право поново одузето. Жене су право гласа у Србији (односно Југославији) освојиле 1946. године и то захваљујући учешћу и жртвама у рату, али и тада владајућој идеологији једнакости.

### Радно право жена у Србији
Србија је потписница Универзалне декларације о људским правима и обавезују је сви акти Уједињених нација који чине темељ заштите људских права у свету и који прокламују равноправност као једно од основних начела у заштити људских права у свету, на првом месту Међународни пакт о грађанским и политичким правима и Међународни пакт о економским, социјални и културним правима. Приметне разлике у третману жена у односу а мушкарце, које су се јављале упркос начелно прокламованој једнакости, условиле су потребу да се одреде посебне норме за заштиту жена, као групе изложене неравноправном третману, То је довело до усвајања Конвенције о елиминацији свих облика дискриминације према женама, најзначајнијег документа у области заштите права жена. У њој је осуђена дискриминација у свим њеним облицима, а делови ове Конвенције посебно се односе на заштиту жена приликом запошљавања и на радном месту.
Законом о раду запосленима се гарантује једнака зарада за исти рад или рад исте вредности који остварују код послодаваца. Закон о раду под радом исте вредности подразумева рад за који се захтева исти степен стручне спреме, иста радна способност, одговорност и физички и интелектуални рад – Члан 104, став 3. Одлика послодавца или споразум са запосленим који није у складу са овим одредбама је ништав. У случају повреде овог права запослени има право на накнаду штете.

#### Посебна заштита трудница и мајки
Устав Србије обезбеђује посебну заштиту породици, мајкама и самохраним родитељима – Члан 66. Ово уставно начело ближе је регулисано Законом о раду, који наглашава заштиту жена за време трудноће, породиљског одсуства и одсуства са рада ради неге детета и посебне неге детета. Послодавац је дужан да запосленој жени за време трудноће обезбеди да ради на пословима који, по налазу надлежног здравственог органа, нису штетни за њено здравље и здравље детета као послови који захтевају подизање терета или на којима постоји штетно зрачење или изложеност екстремним температурама и вибрацијама – Члан 183. Послодавац може да изврши прерасподелу радног времена запосленој жени за време трудноће само уз писану сагласност запосленог. Запослена жена има право на одсуство са рада због трудноће и порођаја као и одсуство са рада ради неге детета, у укупном трајању од 365 дана. За време породиљског одсуства и одсуства са рада ради неге детета запослена жена, односно отац детета, има право на накнаду зараде, у складу са законом.